# Parc éolien de Saint-Python
Le parc éolien de Saint-Python est un parc éolien terrestre construit en 2025 et sis sur le finage de la commune de Saint-Python, dans le département du Nord, en France. Il compte une seule éolienne.

## Description
Sur le finage de Saint-Python, près des parcs éoliens du Beau Gui et du Chemin de Grés, la société Poweend procède à l'installation d'une éolienne unique de taille moyenne, fabriquée par DDIS, avec un mât d'une cinquantaine de mètres pour une hauteur en bout de pâle d'environ quatre-vingt mètres. La puissance est d'un mégawatt et la production attendue est de deux gigawattheures par an. Elle doit alimenter la zone d'activité voisine lorsque le prototype sera finalisé.
La fondation est coulée fin avril 2025.

Les travaux de la fondation, le 29 avril 2025
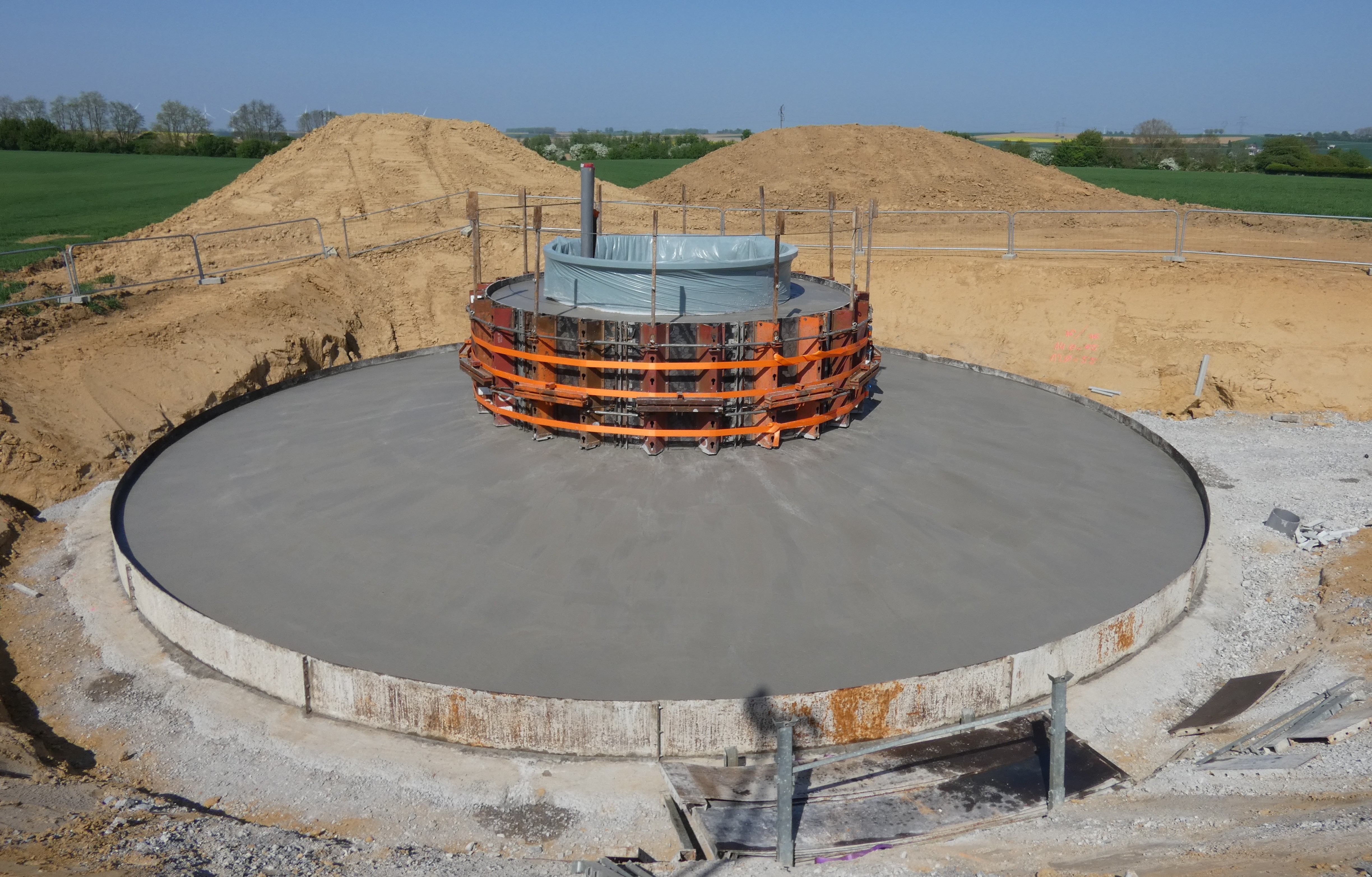
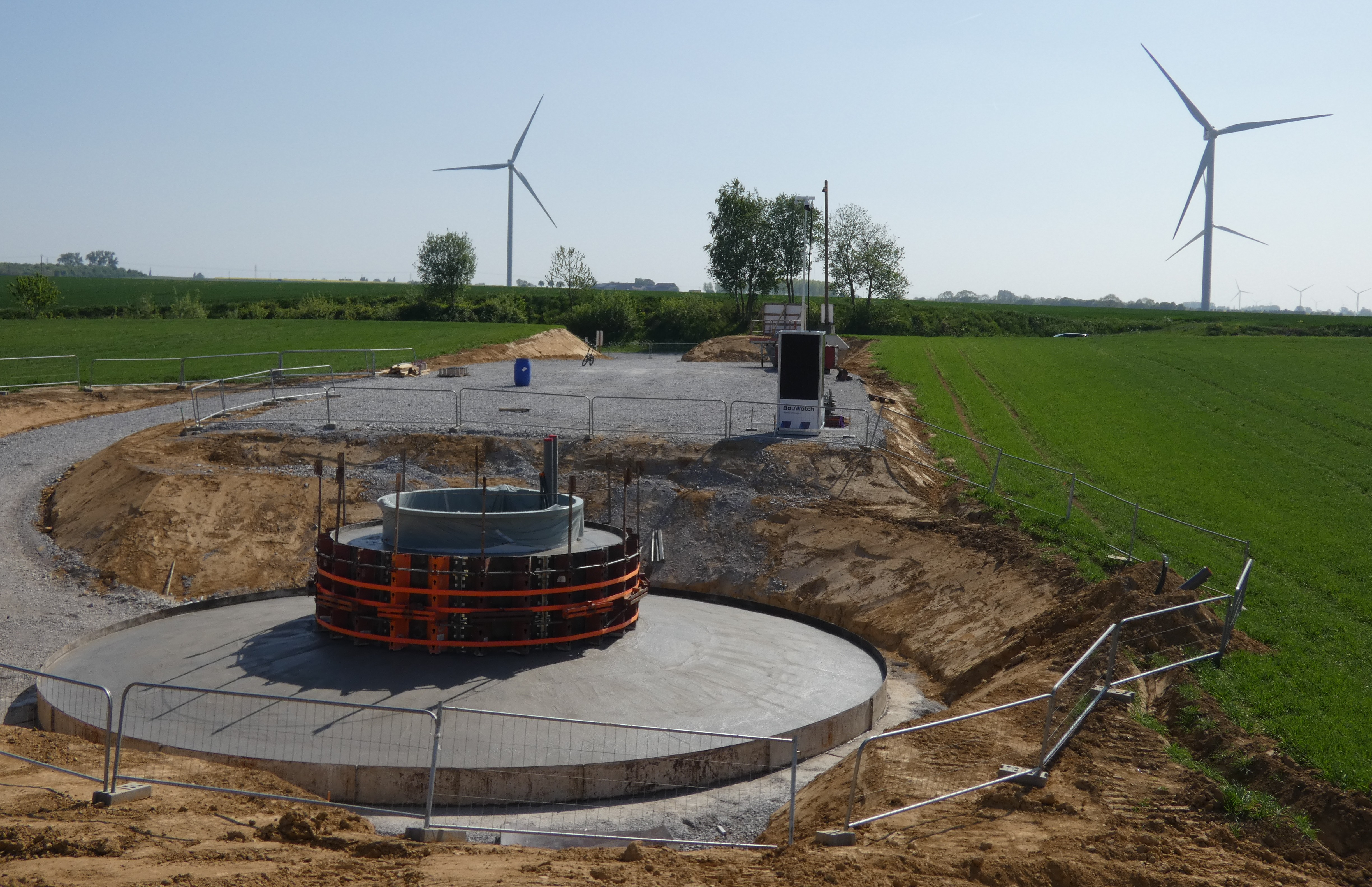
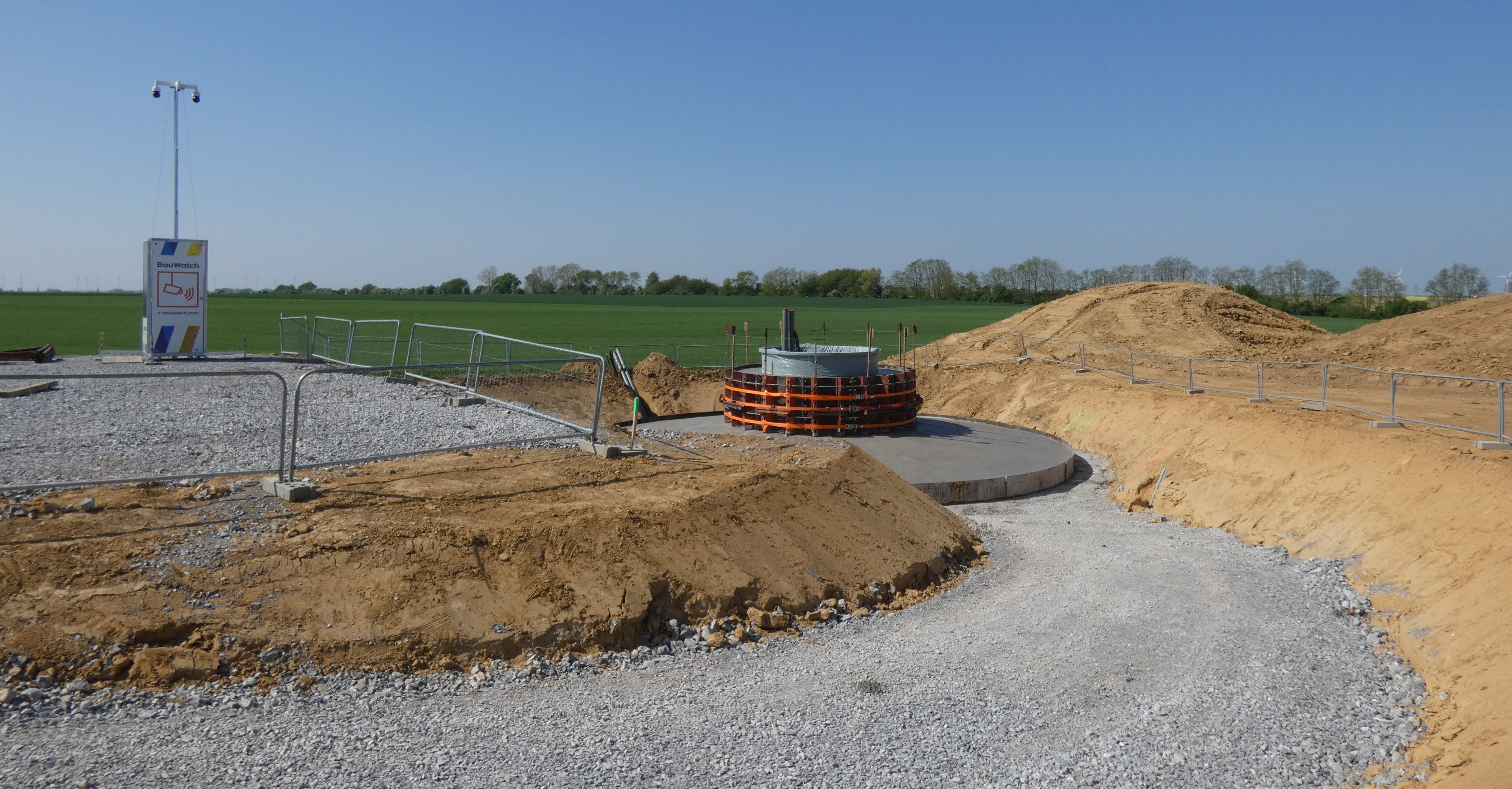